# Mattinata (Leoncavallo)
Mattinata – pieśń napisana przez Ruggiero Leoncavallo w 1904 roku.
Kompozytor zadedykował utwór Enrico Caruso, który po raz pierwszy nagrał go w 1904 roku z akompaniamentem Leoncavallo przy fortepianie.